# بوب مككولوك
بوب مككولوك (بالإنجليزية: Robert P. McCulloch)‏ هو محامي أمريكي، ولد في 1951.